# Margarethenkirche (Gotha)

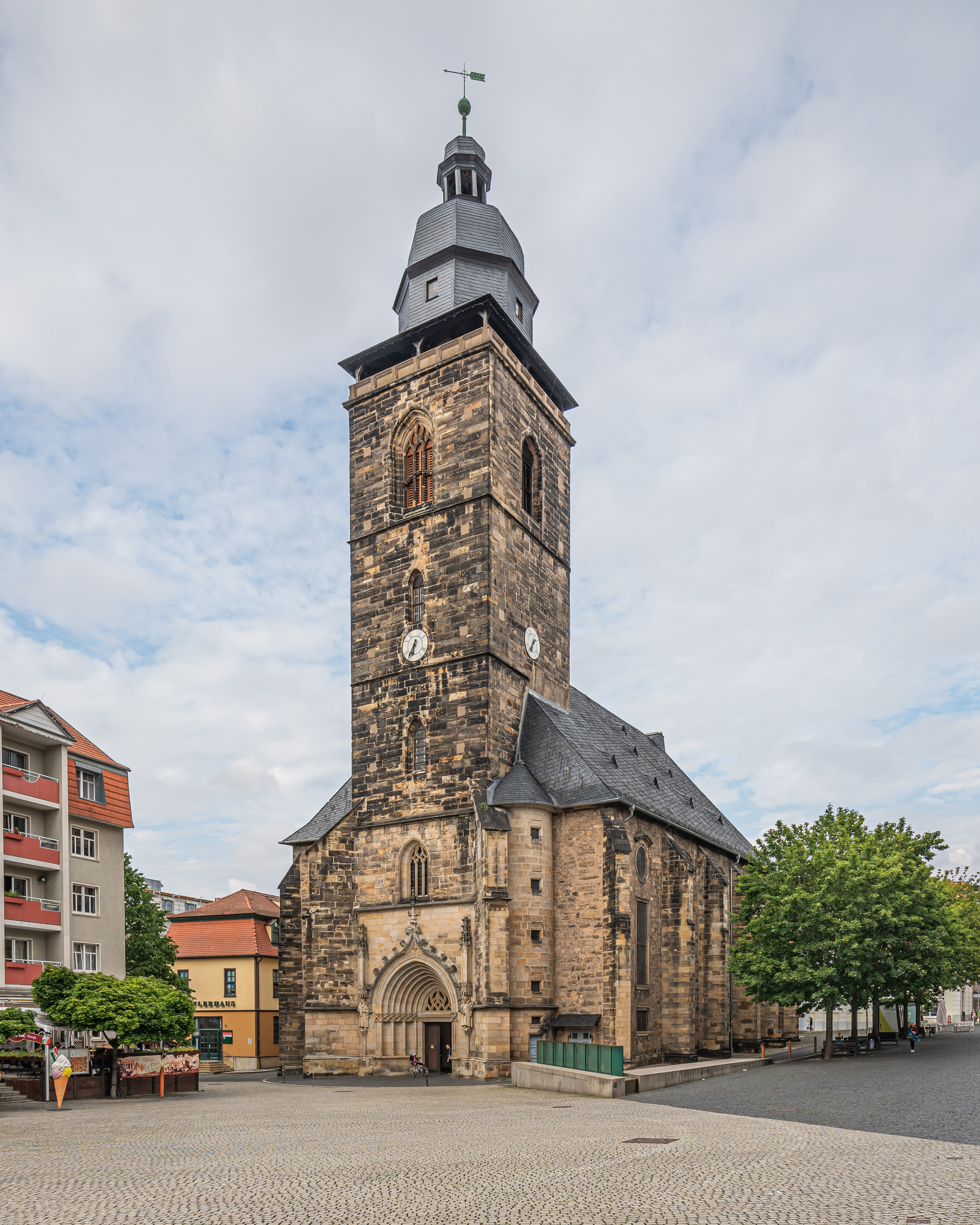
Margarethenkirche am Neumarkt

Die evangelische Margarethenkirche, eine spätgotische Hallenkirche in Gotha am Neumarkt, zählt zu den ältesten Gebäuden der Stadt.

## Mittelalter
Die Kirche wurde 1064 erstmals in einer Erbzinsverkaufsurkunde erwähnt. Ab 1405 bestand hier eine Lateinschule. Ab 1494 wurde die romanische Basilika, im Osten beginnend, schrittweise abgebrochen und auf deren Fundamenten eine spätgotische Hallenkirche errichtet, wobei das heutige Bauwerk in seinen wesentlichen Formen entstand. Chor und Spitzbogenfenster waren mit Maßwerk verziert. Gotischer Schmuck ist noch in der Sakristei (Kreuzgewölbedecke), im Turmfenster und im „Brautportal“ genannten Hauptportal zu sehen. Wegen des Ausbaus von Chor und Sakristei wurden die beiden Osttürme abgebrochen und an der Westseite ein neuer errichtet.
Bereits 1522 verkündete der Pfarrer von St. Margarethen, Johann Langenhan, das Evangelium, womit die Reformation begann. Langenhan machte die Margarethenkirche und ihre Gemeinde zur ersten Evangelisch-Lutherischen Kirche in Gotha. Infolgedessen ließen die Geldgeber für den Turmbau ihre Quellen versiegen. Die Wirren der Reformation, insbesondere der „Gothaer Pfaffensturm“, veranlassten Martin Luther, seinen Freund Friedrich Myconius nach Gotha zu schicken. Myconius wurde 1524 der erste Evangelische Superintendent und ordnete die Reformation in Gotha. Seinem Einsatz ist es auch zu verdanken, dass der Turmbau 1531 weitergeführt und 1542 vollendet wurde.
In jener Zeit hatte Gotha etwa so viele Einwohner wie Dresden oder Leipzig, was den Bau dieser großen Kirche an der Via Regia von Paris nach Kiew erklärt. Die Stadt verlor an Bedeutung, nachdem die Festung Grimmenstein aufgrund der Grumbachschen Händel geschleift und viele Gebäude der Stadt verwüstet worden waren. Der Tatsache, dass auf dem Turm von St. Margarethen keine Kanonen stationiert waren, ist es zu verdanken, dass er verschont blieb. Hungersnöte, Pest und zwei Stadtbrände sorgten für einen allmählichen Verfall der Kirche bzw. für deren Zerstörung durch das Feuer.

## Neuzeit

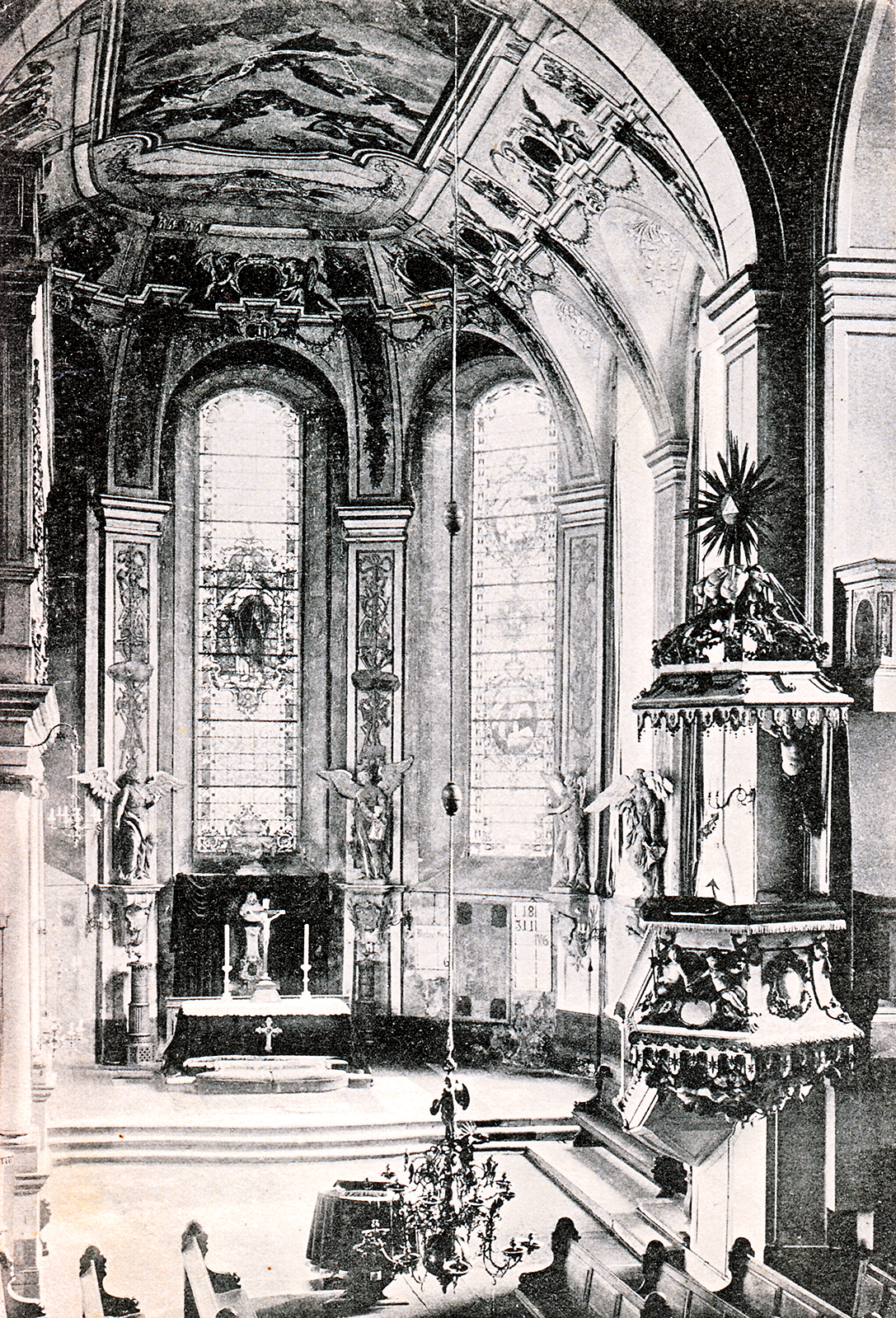
Altarraum mit barocker Kanzel und Ausmalung (um 1900)

Der Gothaer Herzog Ernst der Fromme, der 1640 das Herzogtum Sachsen-Gotha begründete, kümmerte sich um den Wiederaufbau der Margarethenkirche. Es entstanden ein Fürsten- und ein Ratsstand, dreigeschossige Emporen sowie eine neue Orgel. 1652 waren die Arbeiten vollendet. 
Der Enkel des Herzogs, Friedrich II. von Sachsen-Gotha-Altenburg, ließ 1725–1727 das Gotteshaus umbauen. Pfeiler, Kanzel, Emporen und Chor bekamen ihre barocke Prägung. Im Dezember 1727 wurde St. Margarethen „in Anwesenheit des herzoglichen Hofes, der Gothaer Geistlichkeit, Ratsherren, Lehrer und Schüler sowie der Bürgerschaft“ eingeweiht. Ratsbaumeister Biedermann fertigte 1728 das Epitaph für Herzog Ernst den Frommen an. Heute ist es an der Nordwand zu sehen. Die Skulpturen von Philipp Melanchthon und Martin Luther am gotischen Brautportal wurden 1904 vom Gothaer Bildhauer Christian Behrens geschaffen.
1917 wurden die Bronzeglocken für Kriegszwecke eingeschmolzen. Fünf Jahre später bekam St. Margarethen ein Geläut aus Stahl. Am 10. November 1944 zerstörte eine Luftmine die Kirche schwer. Das in der Margarethenstraße befindliche Pfarrhaus und Gemeindehaus wurde komplett vernichtet. Nach dem Zweiten Weltkrieg setzte sich Pfarrer Linz für den Wiederaufbau des Gotteshauses ein. Dieser geschah in den Jahren 1952 bis 1955 unter der architektonischen Maßgabe, dass jede Epoche auch ihren eigenen Stil habe. Die Entscheidung fiel zu Gunsten der Spätgotik. So wurde die Kirche im Stil der spätgotischen Hallenkirche restauriert, ohne die erhaltenen Zeugnisse der Barockzeit entfernen zu müssen. Eigene Akzente setzte man mit der Ummantelung der alten, brüchigen Säulen. 1953 wurde die erste Christvesper nach dem Krieg gefeiert. 1961 wurde eine neue Orgel der Potsdamer Orgelbaufirma
Alexander Schuke am 21. Mai eingeweiht. 
Ende der 1980er-Jahre begann die Sanierung und Umgestaltung unter Superintendent Eckardt Hoffmann. Teile der Kirche trennte man ab und verglaste sie. Damit entstanden Gemeinderäume, die zu einer Winterkirche zusammengefügt werden können. Die Einweihung fand am 1. Advent 1991 statt. Da die Kirche von 1989 bis 1991 eine Baustelle war, spielte sie während der Friedlichen Revolution 1989 in Gotha keine Rolle. Friedensgebete und Demonstrationen gingen von der Augustinerkirche aus.

## Glocken
1922 wurden als Ersatz für die im Ersten Weltkrieg eingeschmolzenen Bronzeglocken drei Eisenhartgussglocken der Gießerei Schilling & Lattermann mit den Schlagtönen  c' – es' – g' erworben. Diese mussten seit Dezember 2014 schwiegen, weil sie porös und daher nicht mehr läutbar waren. Die größte Glocke wog 3,3 Tonnen, die kleineren 1,8 Tonnen und 750 kg. Die alten Glocken wurden im August 2017 vom Joch genommen und an Privatleute verkauft. 
Vier neue Bronzeglocken, in der Glockengießerei Bachert in Karlsruhe gegossen, hängen seit dem 22. September 2017 im wuchtigen Kirchturm, wofür ein Kostenaufwand von rd. 200.000 € zu bewältigen war, der hauptsächlich aus Spenden finanziert werden musste. Glockenweihe war am 30. September 2017. Das neue Geläut erklang erstmals am Reformationstag 2017.
Übersicht
| Glocke | Name                      | Durchmesser | Gewicht | Schlagton |
| ------ | ------------------------- | ----------- | ------- | --------- |
| 1      | Margarethe (Sterbeglocke) | 1683 mm     | 2764 kg | H°+2      |
| 2      | Ernst (Betglocke)         | 0995 mm     | 0584 kg | gis′-2    |
| 3      | Friedrich (Trauglocke)    | 0825 mm     | 0304 kg | h′+1      |
| 4      | Knut (Taufglocke)         | 0730 mm     | 0218 kg | cis″+1,5  |

## Orgel

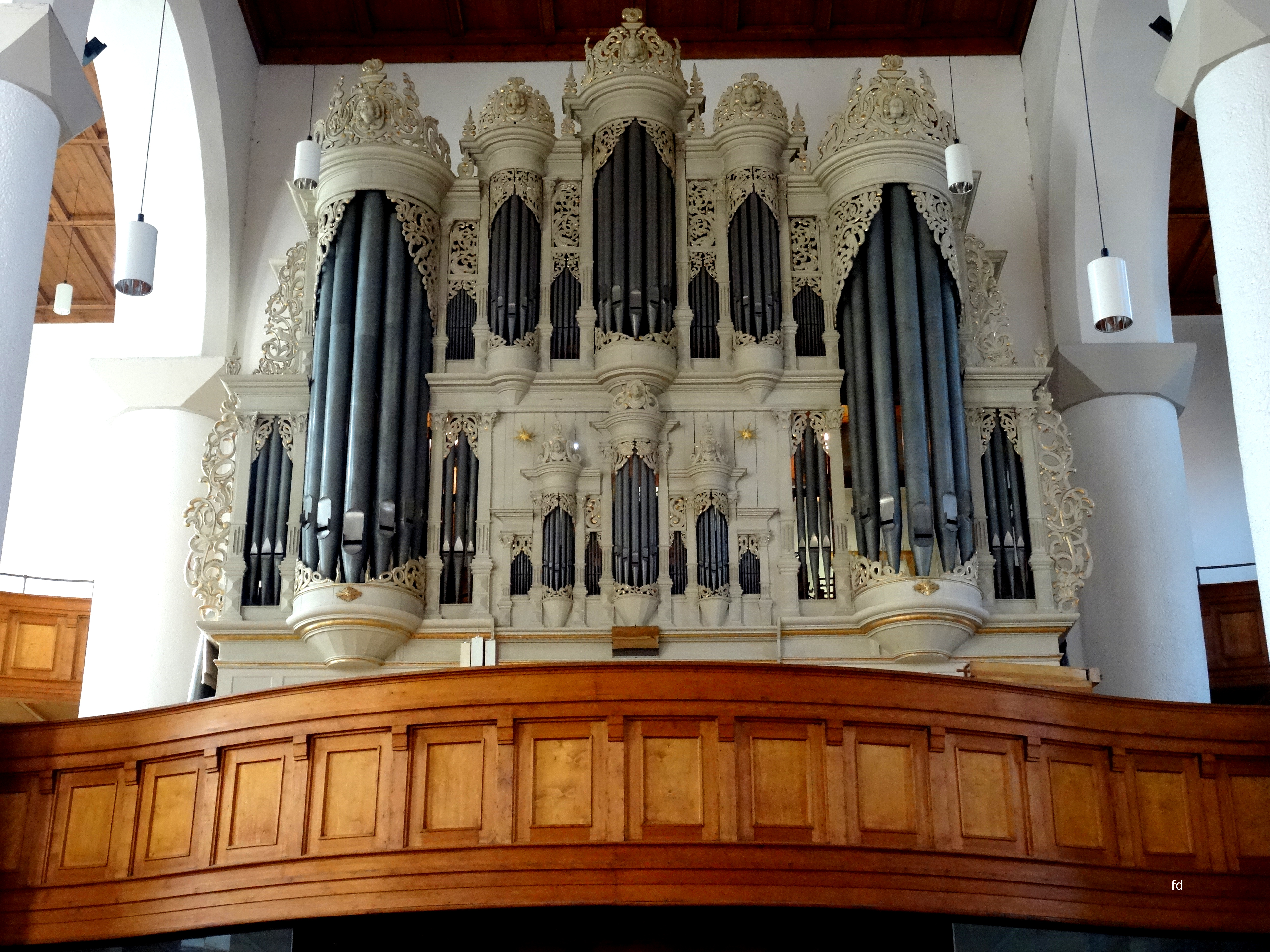
Orgel der Margarethenkirche

Die Orgel der Margarethenkirche wurde 1961 von Alexander Schuke Potsdam Orgelbau erbaut (opus 313), in dem vorhandenen Orgelgehäuse aus dem Jahre 1632 von Johann Moritz Weise. Das Schleifladen-Instrument hat 36 Register auf drei Manualwerken und Pedal. Die Spieltrakturen sind mechanisch, die Registertrakturen sind pneumatisch.
| I Hauptwerk C–g3 |       |
| Quintadena       | 16′   |
| Prinzipal        | 8′    |
| Stillpfeife      | 8′    |
| Oktave           | 4′    |
| Nachthorn        | 4′    |
| Nassat           | 2 ⁄3′ |
| Oktave           | 2′    |
| Mixtur IV-VI     |       |
| Scharff IV       |       |
| Trompete         | 8′    |
| Zimbelstern      |       |

| II Schwellwerk C–g3 |        |
| Holzgedackt         | 8′     |
| Rohrflöte           | 4′     |
| Prinzipal           | 2′     |
| Terzian             | 1 3⁄5′ |
| Oktave              | 1′     |
| Cymbel III          |        |
| Krummhorn           | 8′     |
| Tremulant           |        |
| Zimbelstern         |        |

| III Brustwerk C–g3 |       |
| Gedackt            | 8′    |
| Quintadena         | 8′    |
| Prinzipal          | 4′    |
| Waldflöte          | 2′    |
| Quinte             | 1 ⁄3′ |
| Sesquialtera II    | 2 ⁄3′ |
| Scharff III–V      |       |
| Dulzian            | 16′   |
| Vox humana         | 8′    |
| Tremulant          |       |

| Pedalwerk C–f1 |     |
| Prinzipal      | 16′ |
| Subbaß         | 16′ |
| Oktave         | 8′  |
| Baßflöte       | 8′  |
| Oktave         | 4′  |
| Bauernflöte    | 2′  |
| Baßaliquote IV |     |
| Mixtur V       |     |
| Posaune        | 16′ |
| Trompete       | 4′  |

- Koppeln: II/I, III/I, I/P, II/P

## Fürstliche Grablege

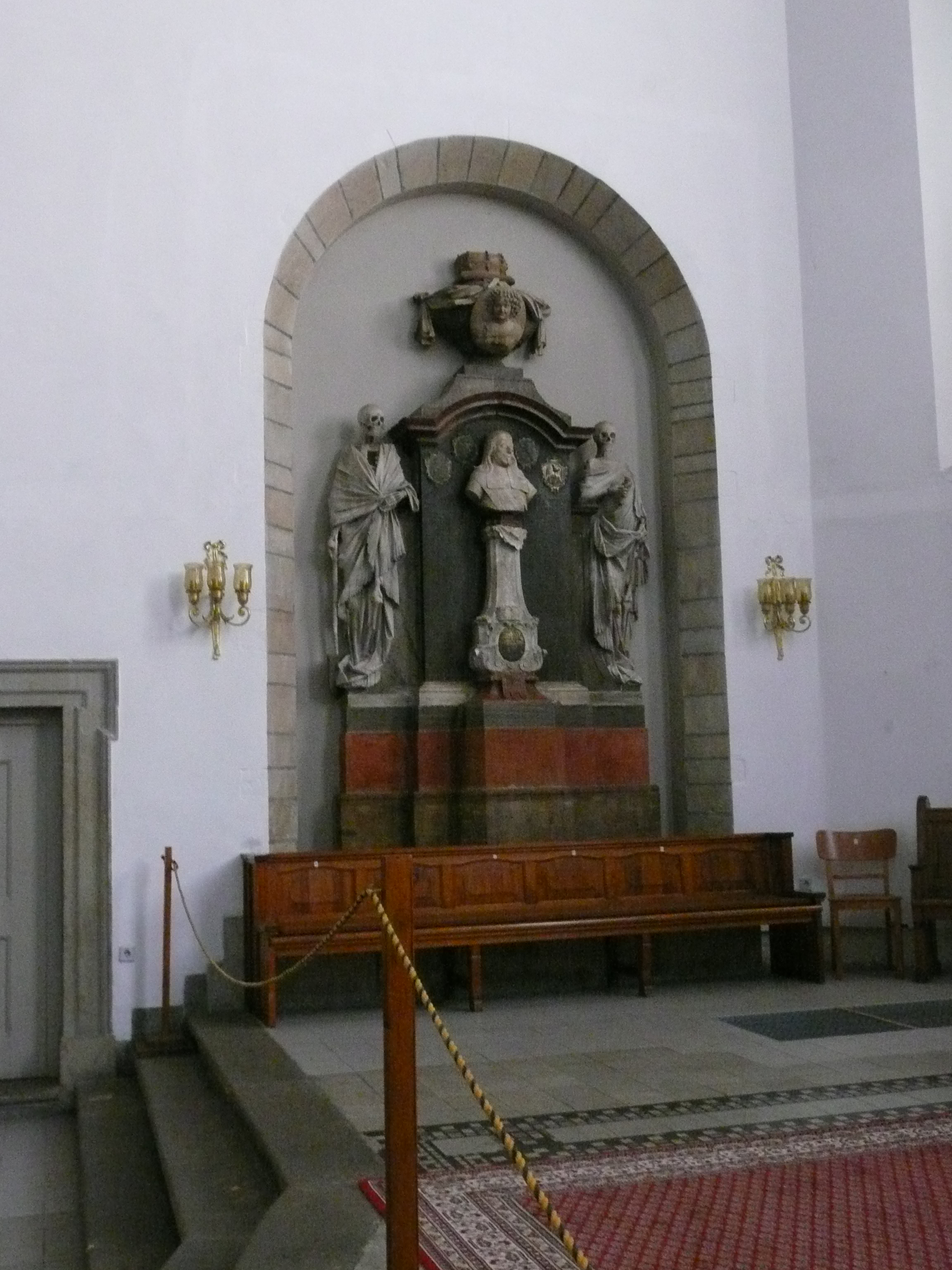
Epitaph für Ernst den Frommen und seine Gemahlin Elisabeth Sophia

Herzog Ernst der Fromme wurde 1675 als erstes Mitglied des Hauses Sachsen-Gotha-Altenburg im Gewölbe unter dem Altarraum beigesetzt. Bis zur Fertigstellung der neuen Fürstengruft auf Schloss Friedenstein 1680 wurden die Mitglieder des Herzogshauses in Sankt Margarethen zur letzten Ruhe gebettet, darunter Ernsts Gemahlin, Herzogin Elisabeth Sophia, sowie einige früh verstorbene Kinder des Paares. Das Epitaph für Ernst und Elisabeth Sophia an der Nordwand wurde bei der barocken Umgestaltung des Kirchenschiffes 1728 vom Architekten Jeremias Tüttleb und dem Gothaer Ratsbaumeister Biedermann geschaffen.
Neben dem ersten Herzogspaar des Hauses Sachsen-Gotha-Altenburg ruhen in St. Margarethen auch der 1772 verstorbene Herzog Friedrich III. (Urenkel Ernsts des Frommen) und dessen Gemahlin Herzogin Louise Dorothea von Sachsen-Gotha-Altenburg – gemäß Louise Dorotheas Wunsch „... zu den Füßen des Herzogs Ernst und seiner Gemahlin“. Ein geplantes Grabmal für die Herzogin, mit dessen Anfertigung zunächst der renommierte französische Bildhauer Houdon und später der gothaische Hofbildhauer Friedrich Wilhelm Eugen Döll beauftragt werden sollte, wurde nie realisiert. Die schlichte Grabplatte Louise Dorotheas verschwand vermutlich bei späteren Umbauarbeiten, sodass heute im Kirchenschiff nichts mehr an ihre Grablege erinnert.
Die Gruft ist nicht öffentlich zugänglich.

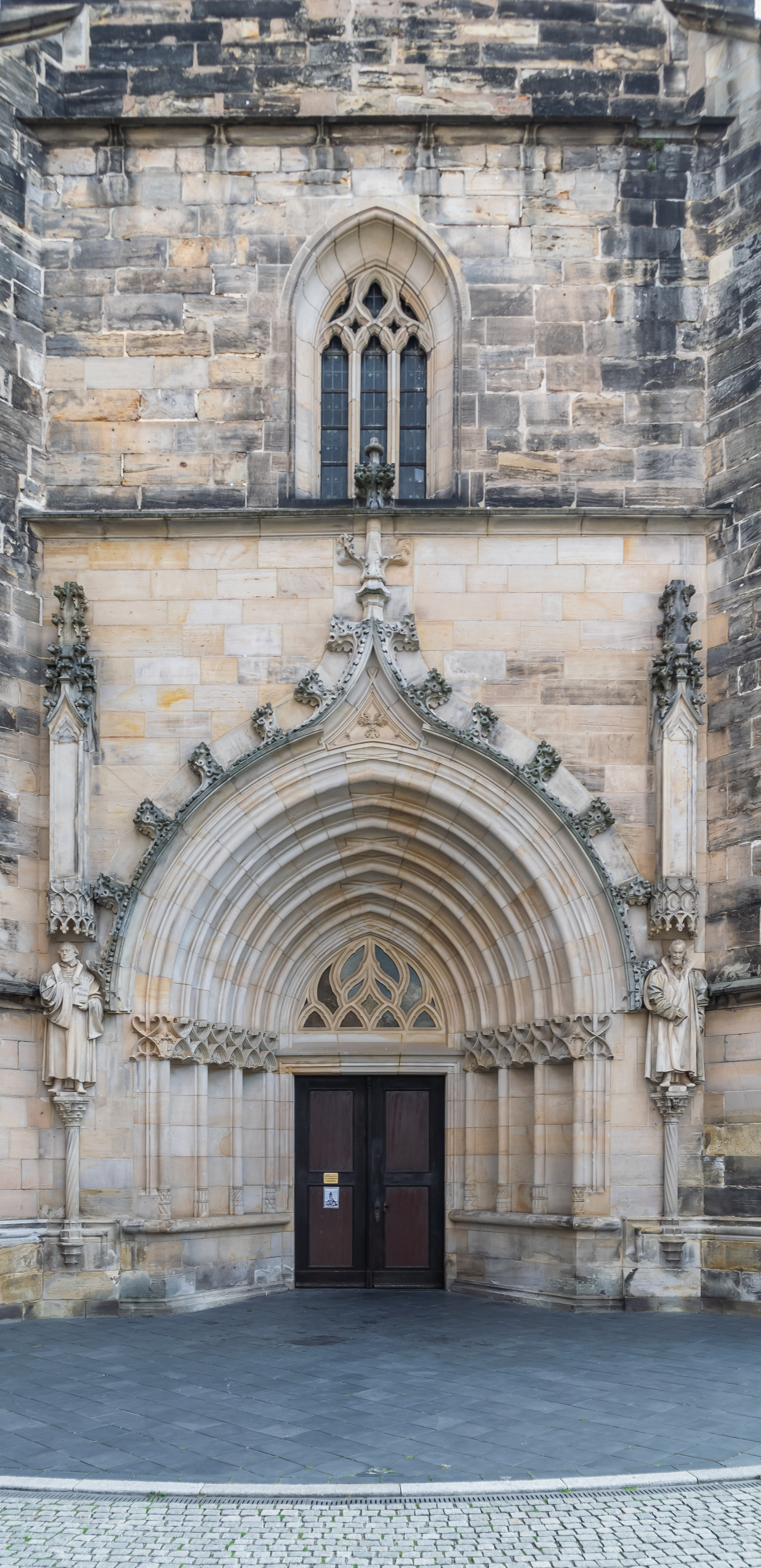
Gotisches „Brautportal“
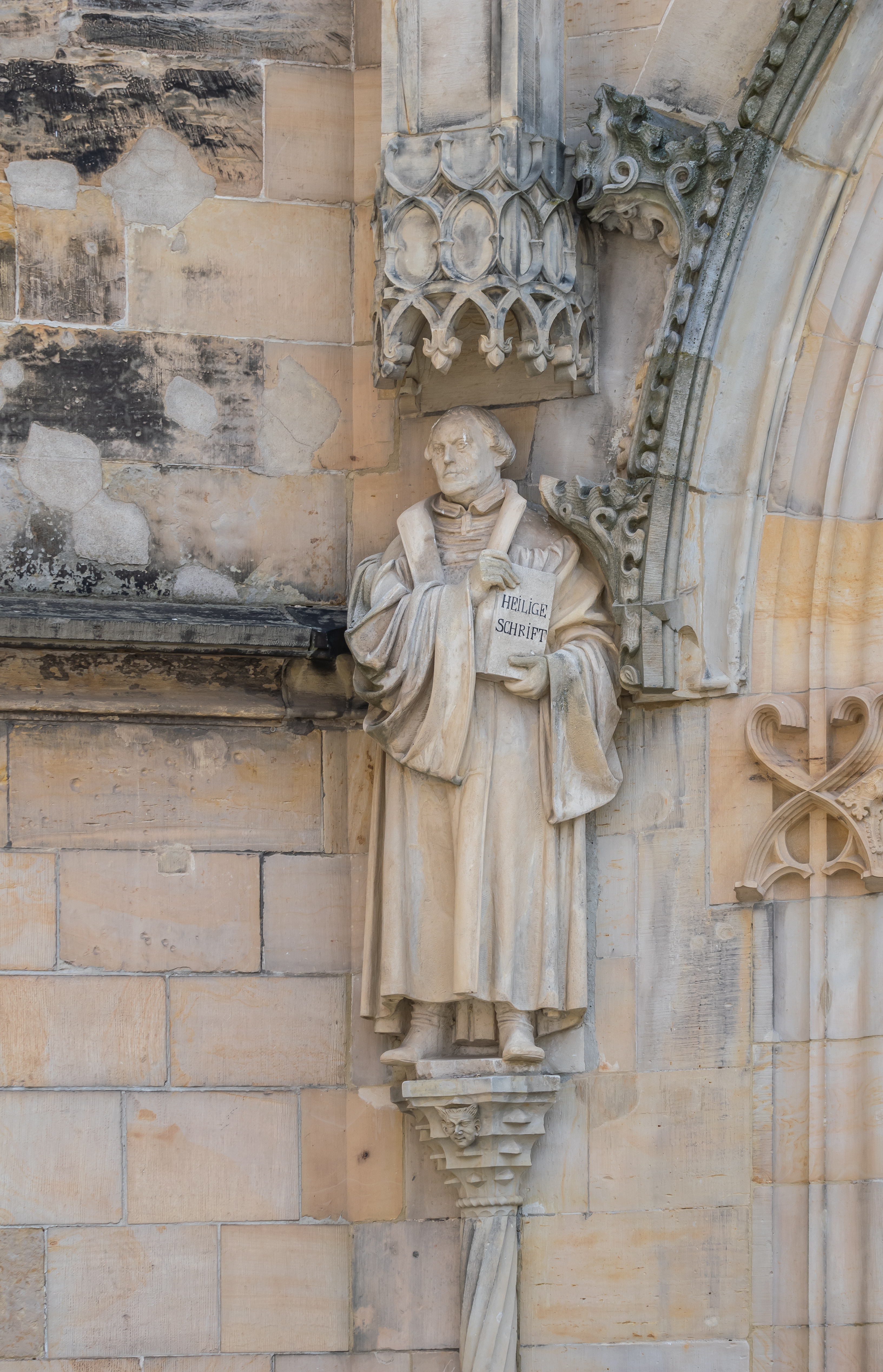
Statue Luther
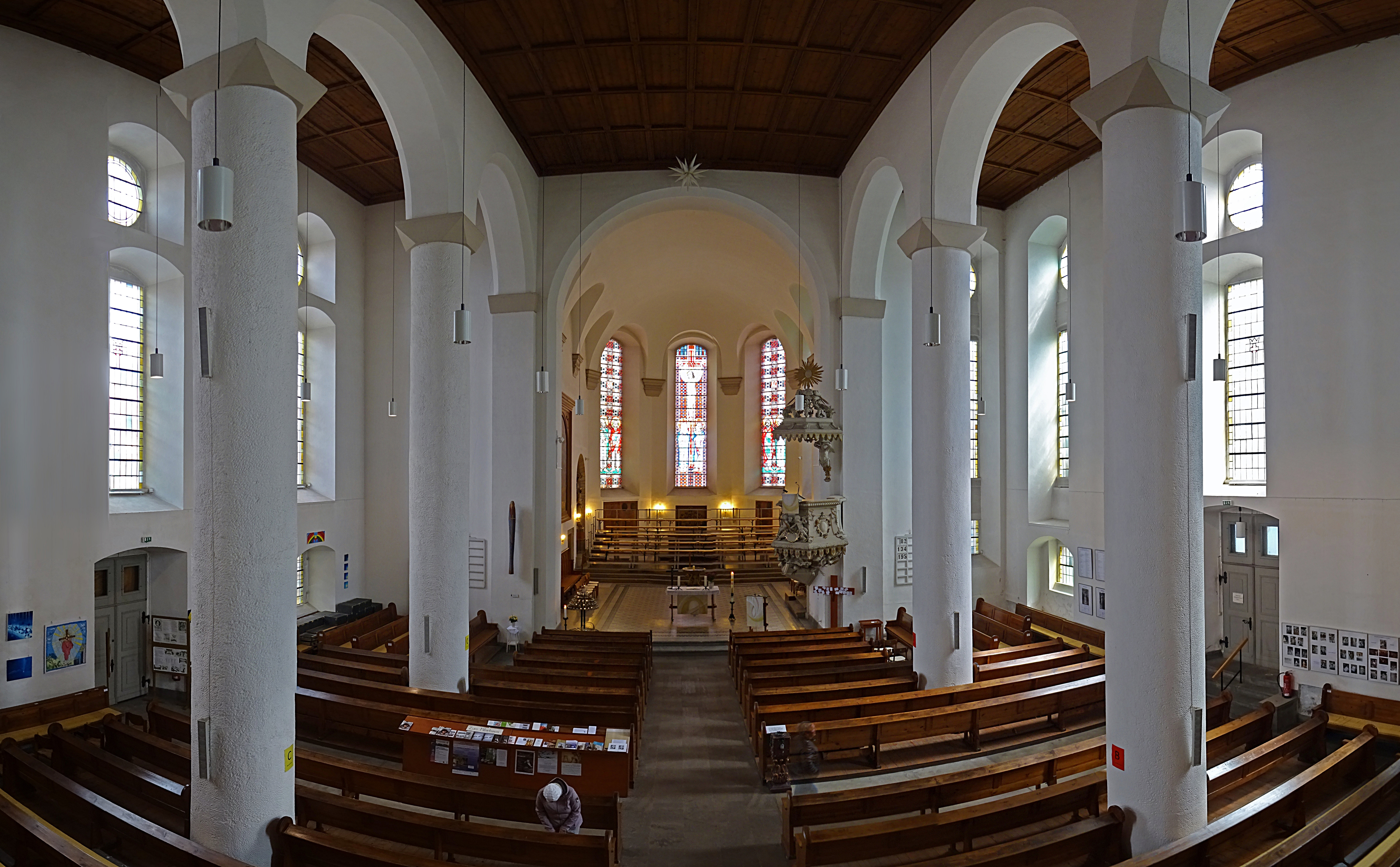
Blick von der Empore zum Altarraum
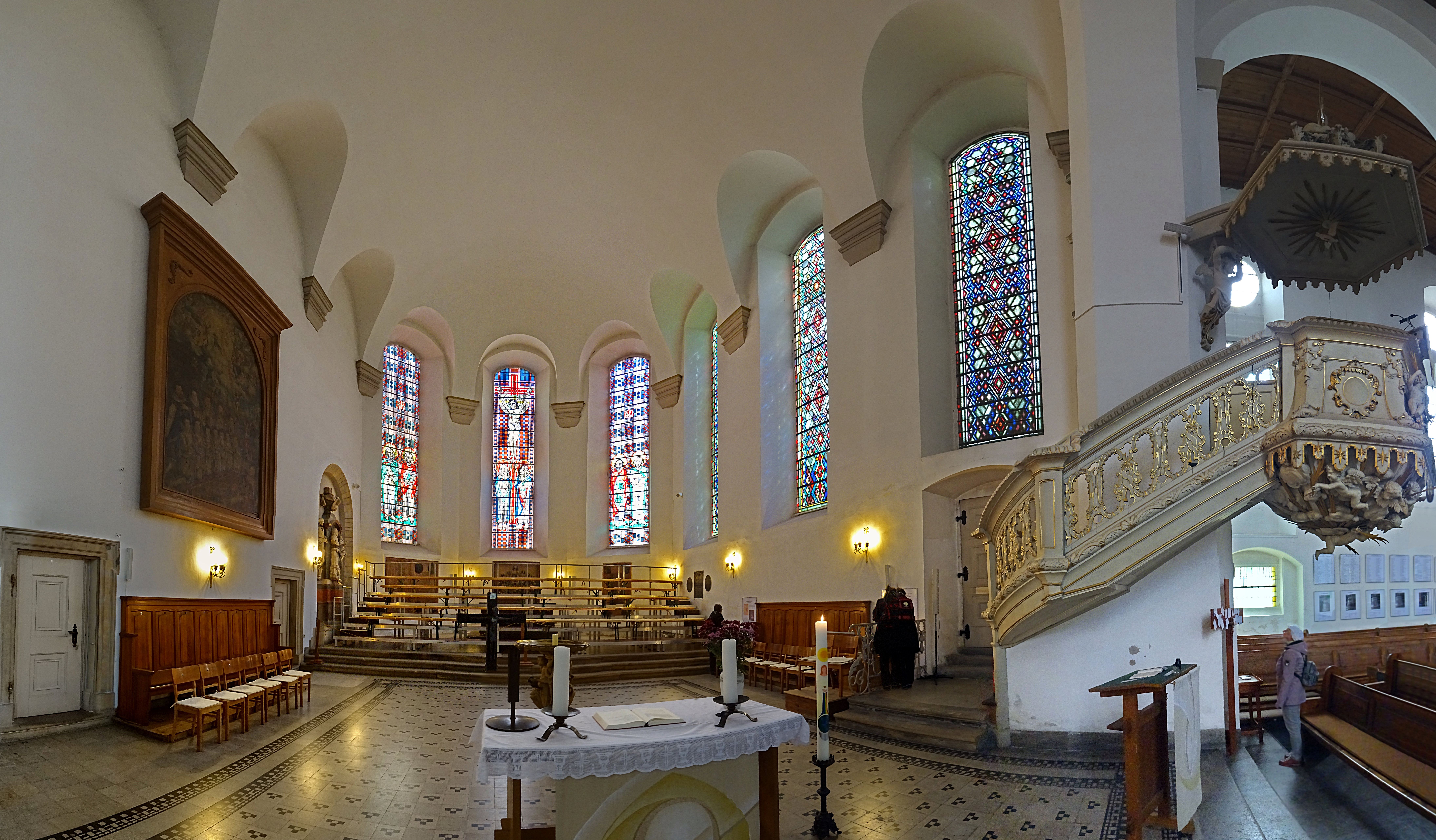
Altarraum
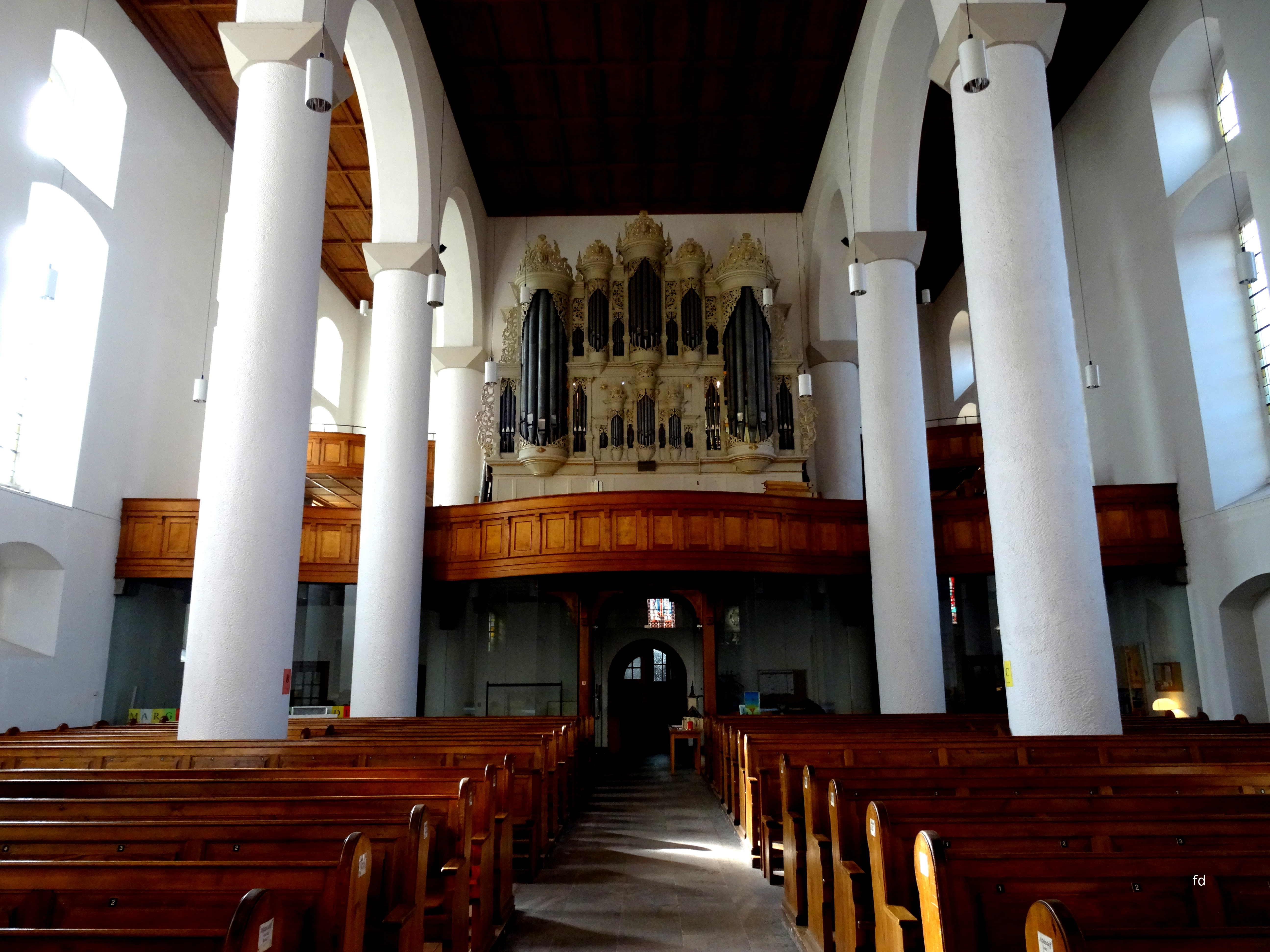
Blick zur Orgel
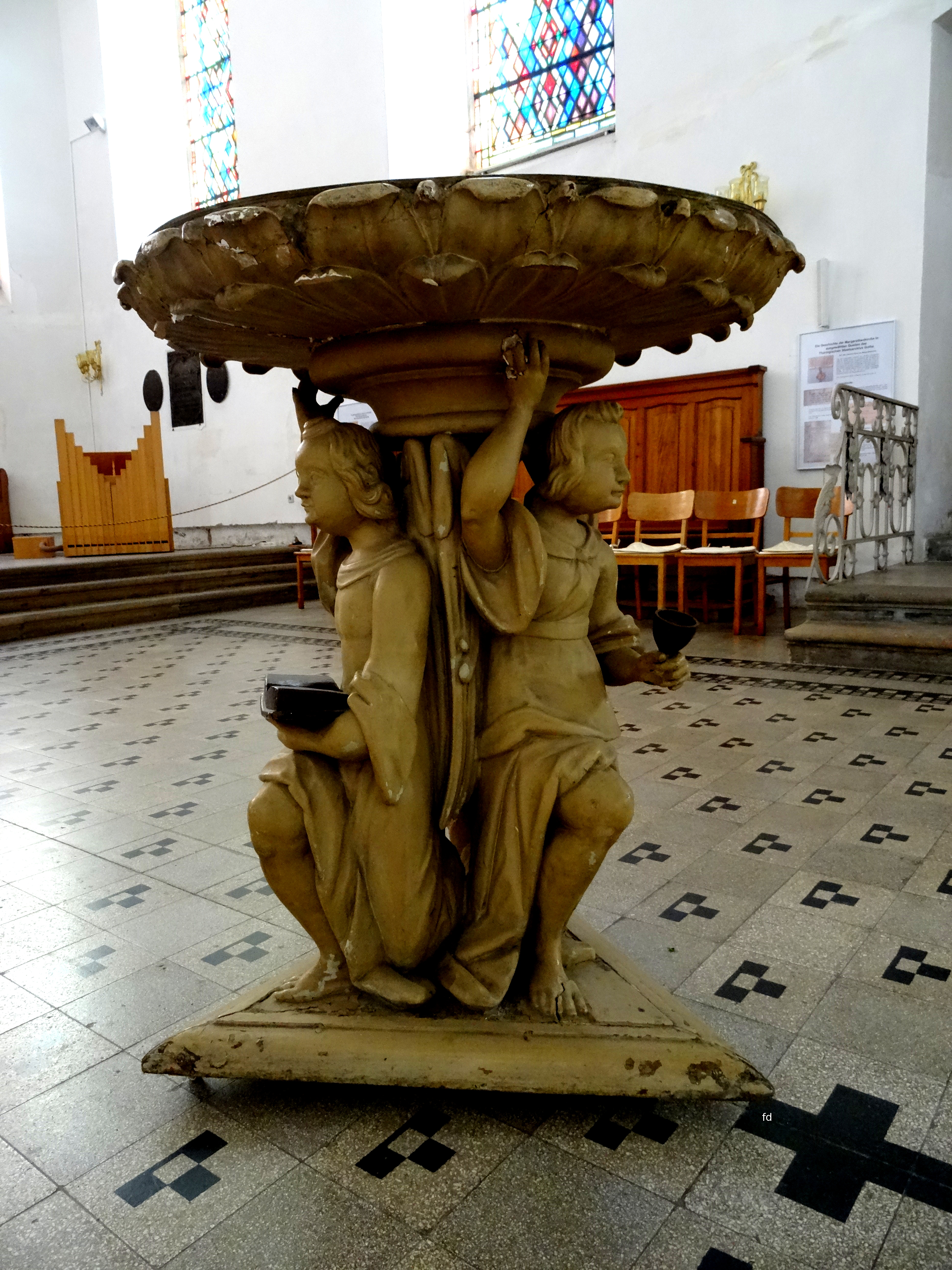
Taufbecken
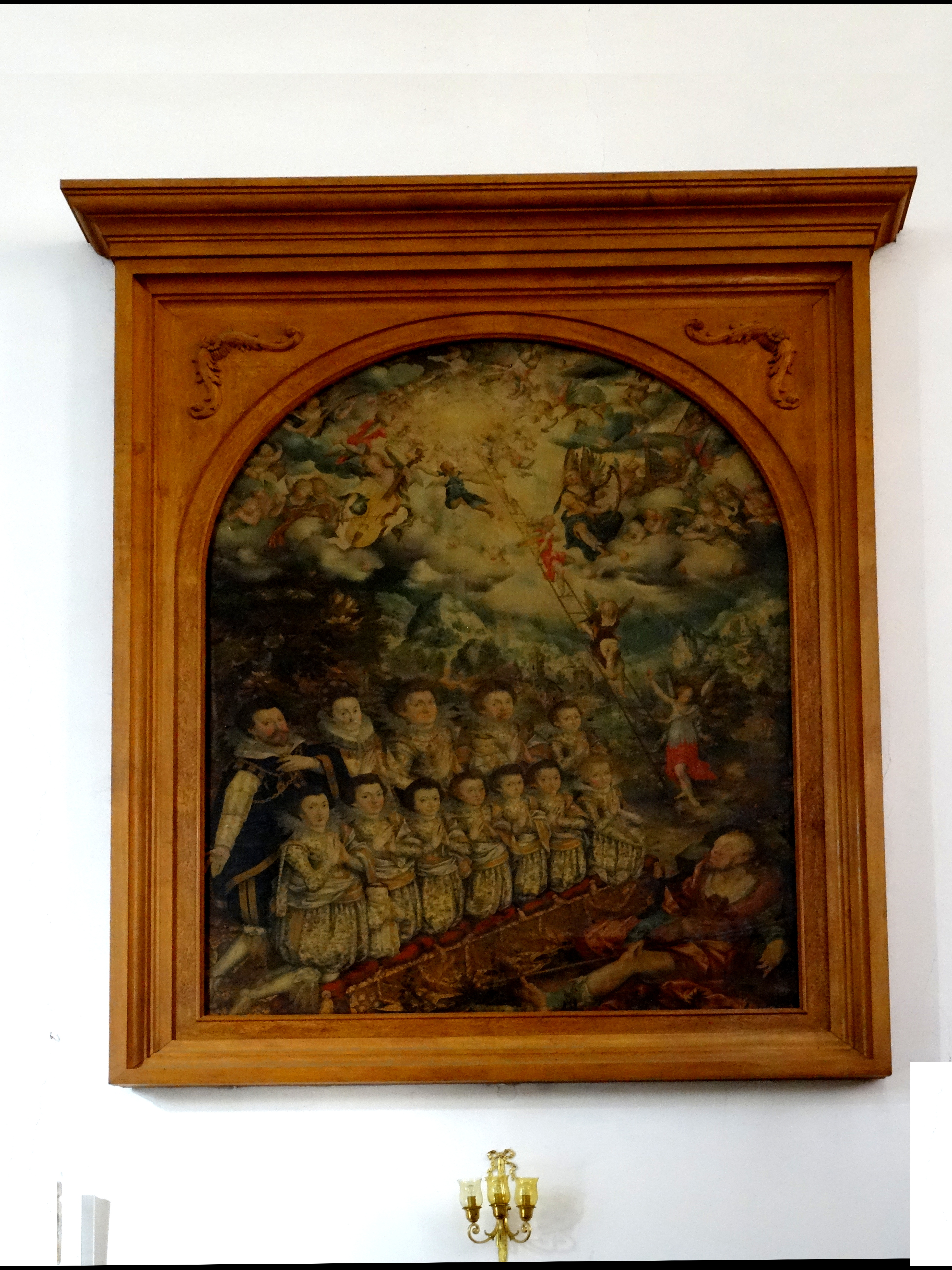
Gemälde im Altarraum
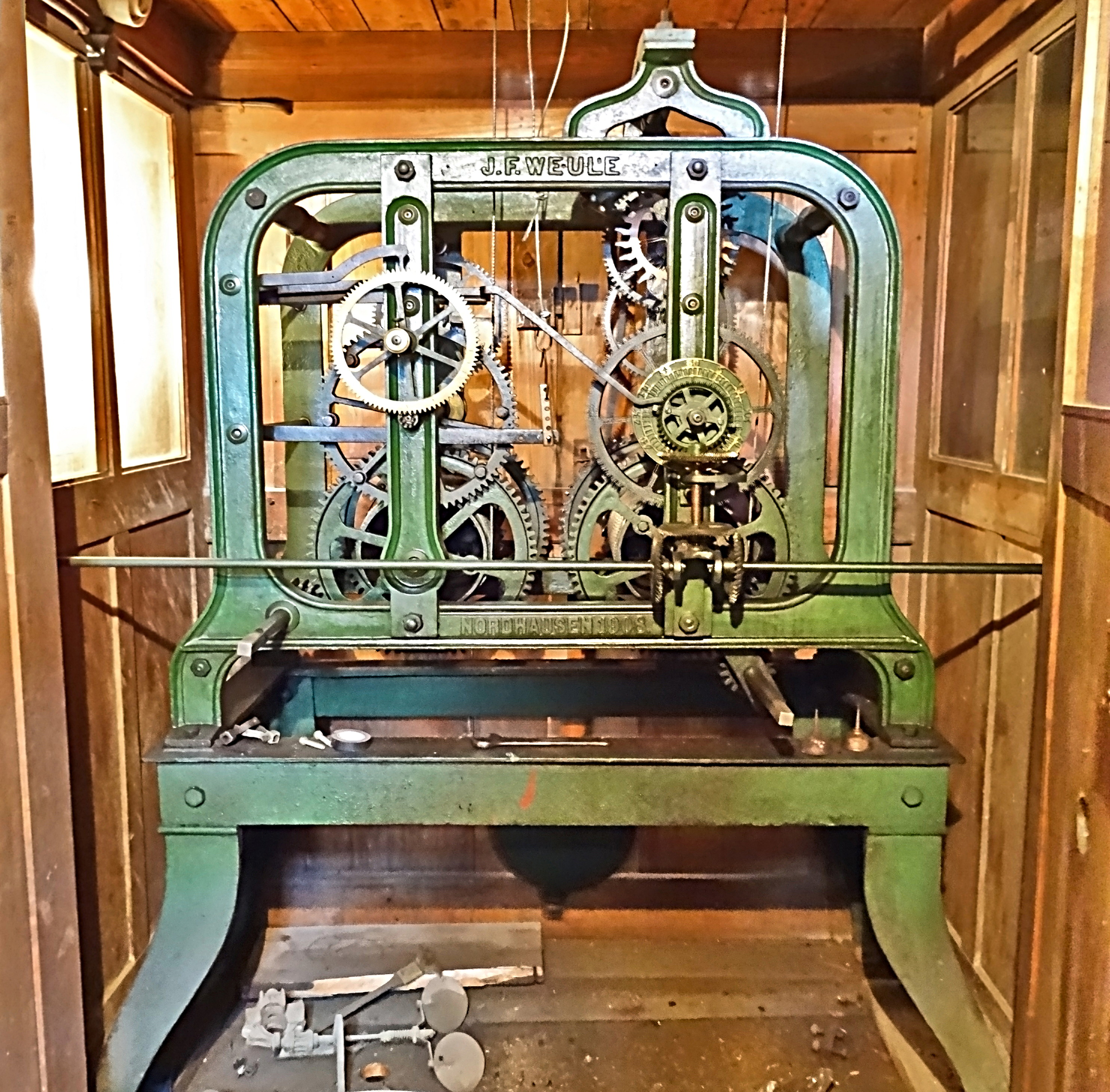
Kirchturmuhr